# چشمان کولی‌وار
چشمان کولی‌وار (به انگلیسی: Gypsy Eyes که در بریتانیا به صورت Gipsy Eyes منتشر شد) ترانه‌ای از گروه جیمی هندریکس اکسپرینس است که توسط جیمی هندریکس نوشته شده‌است و در سومین آلبوم استودیویی این گروه به نام بانوکده الکتریکی که در سال ۱۹۶۸ منتشر شد، قرار گرفته‌است. این ترانه به همراه ترانه به یادآور (به انگلیسی: Remember) به صورت تک‌آهنگ منتشر شد که موفق شد در جداول موسیقی بریتانیا رتبه ۳۵ را کسب کند.